# Chronica Regum Manniae et Insularum

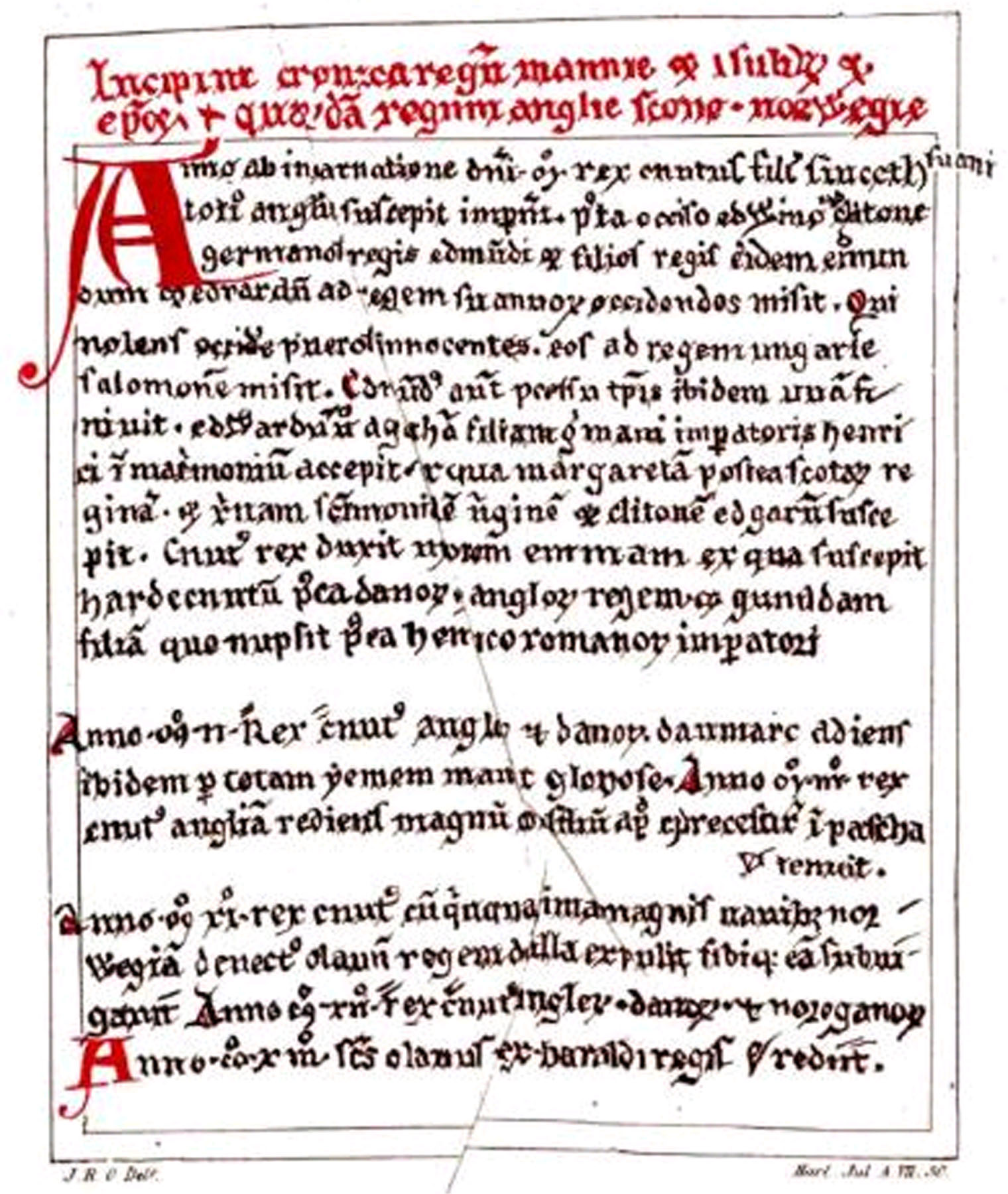
Primera página de las Crónicas de Mann

Chronica Regum Manniae et Insularum o Crónicas de los reyes de Mann y las Islas o simplemente Crónicas de Mann es un manuscrito medieval escrito en latín que relata la historia temprana de la Isla de Man.
La primera sección del manuscrito fue presuntamente escrita en 1261 o 1262 en la Abadía de Rushen, poco después de la asignación de la abadía a la Orden del Císter en 1257, que es el último evento que registra el documento por el autor original. El manuscrito está ilustrado sobre vitela de vastas páginas con unas dimensiones 15 cm. x 20 cm.
Las crónicas se inician a partir de 1016 y año tras año citan los acontecimientos relevantes de la Historia de la Isla de Man. Mann (o Manx) aparece como centro político de los vikingos de Noruega y el rol que desempeñaban en el llamado reino de Mann y las Islas, la influencia de sus reyes y caudillos religiosos, así como el papel de la misma abadía – que fue fundada por gracia de Olaf Godredsson, uno de los reyes hiberno-nórdicos. El autor original incluye un listado de Papas que finaliza con el pontificado de Urbano IV (1261 – 1264). Es probable que las crónicas se escribieran para la fundación de la nueva abadía.
Los registros más tempranos son notablemente más escuetos que aquellos que cierran la sección original del manuscrito, sin duda debido a que los eventos más tardíos todavía permanecen frescos en la memoria en el momento de la redacción y, por tanto los detalles son más abundantes. Muchas de las fechas indicadas de anales anteriores están fechadas quince años antes que el evento, y ningún registro anterior a 1047 menciona la Isla de Man, y han sido copiados de la Crónica de Melrose.
Muchas notas adicionales y posteriores fueron añadidas por los monjes cistercienses hasta 1316. Tras el cierre de la abadía en 1540 es probable que el manuscrito pasara por diversos propietarios privados hasta que llegó a manos de Sir Robert Cotton, cuya colección de obras medievales fue una de las más valoradas en la fundación del Museo Británico y actualmente bajo control de la Biblioteca Británica en Londres.
Esporádicanmente, hubo campañas de reivindicación del patrimonio local para trasladar las crónicas permanentemente a instalaciones en la Isla de Man.

## Contenido
- 1016-1030: Matrimonio del rey Canuto el Grande con Emma de Normandía, nacimiento de su hijo Canuto Hardeknut, y viajes de Canuto a Dinamarca y Noruega.
- 1031-1066: Fundación de la Abadía Bury St. Edmunds, y muerte de Canuto. Muerte del rey Eduardo el Confesor.
- 1066-1079: Batalla de Stamford Bridge, Victoria de Guillermo I el Conquistador en la batalla de Hastings. Conquista de la Isla de Man por Godred Crovan.
- 1079-1098: Fundación de la Orden del Císter en Cîteaux, Francia.
- 1102-1152: Inicio del reinado de Olaf I de Mann. Fundación de la Abadía de Savigny, Abadía de Furness, Abadía de Rievaulx, Abadía de Calder, Abadía de Melrose y Abadía de Holme. Cesión de tierras en Rushen para la Abadía de Furness por el rey Olaf.
- 1165-1187: Asesinato de Thomas Becket en la Catedral de Canterbury. Captura de Jerusalén por Saladino. Visita del legado apostólico a la Isla de Man. Matrimonio del rey Godfred V de Mann, celebrada por el abad de Rievaulx.
- 1228-1237: Muerte del rey Olaf en la Isla de San Patricio, y entierro en la Abadía de Rushen.
- 1250-1256: Inicio del reinado de Magnus III de Mann
- 1256-1274: Finalización de las obras de la Abadía de Santa María en Rushen, y dedicada a Richard, Obispo de Sodor y Man.
- Lista de obispos: un listado de obispos de la diócesis de Sodor y Man hasta Simon Orcadensis, que murió en 1248. El obispo contemporáneo a los escritos del manuscrito, Richard, no está incluido.

## Ediciones y traducciones
- Broderick, G. (ed. and tr.). The Chronicles of the Kings of Mann and the Isles. 2nd ed. Douglas, 1995.
- Munch, P.A. (ed.) and Rev. Goss (tr.). Chronica regnum Manniae et insularum. The Chronicle of Man and the Sudreys. 2 vols. Manx Society 22-3. Douglas, 1874. Disponible en línea